# Клевилије
Клевилије (фр. Clévilliers) насеље је и општина у централној Француској у региону Центар (регион), у департману Ер и Лоар која припада префектури Шартр.
По подацима из 2011. године у општини је живело 735 становника, а густина насељености је износила 46,58 становника/km². Општина се простире на површини од 15,78 km². Налази се на средњој надморској висини од 199 метара (максималној 215 m, а минималној 171 m).

## Демографија
| 1962. | 1968. | 1975. | 1982. | 1990. | 1999. | 2011. |
| ----- | ----- | ----- | ----- | ----- | ----- | ----- |
| 352   | 403   | 378   | 452   | 549   | 654   | 735   |

График промене броја становника у току последњих година